# La Neuveville-devant-Lépanges
La Neuveville-devant-Lépanges è un comune francese di 457 abitanti situato nel dipartimento dei Vosgi nella regione del Grand Est.

## Società

### Evoluzione demografica
Abitanti censiti